# Němčice (Kolíni járás)
Němčice település Csehországban, a Kolíni járásban. Němčice Býchory, Lipec, Bělušice, Ohaře, Krakovany és Jestřabí Lhota településekkel határos. Lakosainak száma 394 fő (2024. január 1.).

## Népesség
A település lakosságának változását az alábbi diagram mutatja:
| Lakosok száma | 423  | 518  | 493  | 390  | 326  | 277  | 375  | 371  | 371  | 394  |
|               | 1869 | 1890 | 1921 | 1950 | 1980 | 2001 | 2017 | 2019 | 2022 | 2024 |